# Södertälje SK
Södertälje SK – szwedzki klub hokejowy z siedzibą w Södertälje, występujący w rozgrywkach Allsvenskan.
W czerwcu 2015 prezesem klubu została Catharina Elmsäter-Svärd.

## Sukcesy
- Złoty medal mistrzostw Szwecji (7 razy): 1925, 1931, 1941, 1944, 1953, 1956, 1985
- Srebrny medal mistrzostw Szwecji (1 raz): 1986
- Awans do Elitserien: 2007